# 切尔索西莫
切尔索西莫（義大利語：Cersosimo），是意大利波坦察省的一个市镇。总面积24平方公里，人口742人，人口密度30.9人/平方公里（2009年）。ISTAT代码为076027。